# معركة بانياس
معركة معركة بانياس أو معركة بحيرة الحولة هي معركة وقعت قرب بحيرة الحولة بوادي نهر الأردن الأعلى، في يونيو 1157. وقع الجيش الصليبي بقيادة الملك بالدوين الثالث في كمين وهزم هزيمة نكراء على يد نور الدين زنكي، أمير حلب ودمشق. وقد استطاع بالدوين وبعض المقاتلين الهرب إلى قلعة قريبة، بينما قُتل أو أُسر عدد كبير من رجاله. نجت مملكة القدس اللاتينية من أضرار أسوأ عندما مرض خصمها ولم يتمكن من متابعة انتصاره. يقع سهل الحولة في الجزء الشمالي الشرقي من فلسطين. وفي وقت المعركة كانت المنطقة تابعة لمملكة بيت المقدس.
تشير بعض الأدبيات الغربية إلى المعركة باسم معركة مخاضة يعقوب وهي بخلاف المعركة التي وقعت في 1179.

## خلفية تاريخية
حقق نور الدين زنكي هدفه المتمثل في الاستيلاء على دمشق ودمج سوريا في الدولة الزنكية في 1154. واجهت الإمارات الصليبية (مملكة بيت المقدس وكونتية طرابلس وإمارة أنطاكية) تهديداً موحداً لوجودها، بدلاً من مواجهة مجموعة من الإمارات الإسلامية والقدرة على تأليبها ضد بعضها البعض.
كان الدمشقيون يرعون في كل عام قطعاناً كبيرة في منطقة بانياس من أراضي الفرنجة، وقد استأذنوا في ذلك. لكن بالدوين هاجمهم دون حكمة في فبراير 1157، واستولى على قطعانهم لسداد ديون مملكته. وهذا العمل العدواني انتهك الهدنة. مما أغضب نور الدين الذي شرع على الفور في شن غارات على الفرنجة في المنطقة المجاورة.

## المعركة
حاصر نور الدين مدينة بانياس المحصنة عند سفح جبل الشيخ. جمع ملك القدس بالدوين الثالث جيش الفرنجة في يونيو، وسار لنجدة بانياس وفرسان الإسبتارية المدافعين عنها. بينما كان بالدوين وفرسانه يخيمون بالقرب من بحيرة الحولة في وادي نهر الأردن الأعلى، فاجئتهم قوات نور الدين وهزمتهم. أشار المؤرخ وليم الصوري إلى أنه «لم تُنظم أي حراسة في المعسكر اللاتيني». كتب المؤرخ آر. سي. سمايل أن النكسة كانت ناجمة عن «إهمال بالدوين وافتقاره إلى الاحتياطات الطبيعية عندما كان بجوار العدو». لجأ بالدوين وجنوده الناجون إلى القلعة القريبة في صفد. وكانت الخسائر فادحة. نجا الملك بالدوين بصعوبة من الأسر بينما وقع هيو دي إبلين وبرتراند دي بلانكفورت وأودو دي سانت أماند في أسر نور الدين. واستعرض نور الدين رؤوس الإفرنج وأسراه المشدودين ببعضهم البعض في شوارع دمشق. كتب ابن القلانسي عن العديد من الأسرى الصليبيين والرؤوس المقطوعة التي عُرضت في احتفال بالنصر في دمشق.
لم ينجم عن هزيمة الصليبيين سوى عواقب قليلةإلى جانب الخسائر الفادحة التي تكبدوها في القتال. ظلت بانياس منطقة لاتينية حتى 1164. أصيب نور الدين بالمرض بعد فترة وجيزة من انتصاره، فشن بالدوين حملة في شمال سوريا في غيابه. فشل الفرنجة في حصار شيزر، لكنهم استعادوا قلعة حارم لصالح إمارة أنطاكية في شتاء 1157. وقد مهد ذلك الطريق لانتصار نور الدين الساحق على الصليبيين في معركة حارم في 1164. لكن سبق هذا الصراع معركة البطيحة في 1158.